# 鰩魚無人機
鰩魚無人機是俄羅斯研發的隱身無人攻擊機，採用單具RD-33渦輪扇發動機改裝的RD-5000B渦輪發動機，下開兩個武器倉。

## 技術資料
基本诸元
- 乘员： 0
- 长度： 10.25公尺（33.6英呎英吋）
- 翼展： 11.5公尺（37.7英呎英吋）
- 发动机： 1 × Klimov RD-5000B，? kN （? lbf） thrust

性能
- 最大速度： 800公里/時（497英里/時）
- 实用升限： 12,000公尺（39,370英呎）

武器
- Up to 2 tons of weapons in internal bays